# Fabian Oscar Wien
Fabian Oscar Wien (* 16. Mai 1983 in Ost-Berlin) ist ein deutscher Schauspieler, Synchronsprecher und Kabarettist.

## Leben
Wien wuchs als Sohn des Schauspielerpaars Madeleine Lierck und Dieter Wien in Ost-Berlin auf. Seine ersten schauspielerischen Erfahrungen sammelte er als Kind in Fernsehfilmen, später als Jugendlicher in Fernsehserien, u. a. in der TV-Serie Fritze Bollmann will nicht angeln an der Seite seiner Eltern. Bekannt wurde er durch seine Rolle des Paul in der ARD-Telenovela Rote Rosen. Dort gehörte er von 2010 bis 2011 zum Hauptcast. Mit einem Erich-Kästner-Programm ist Fabian Oscar Wien seit 2008 gemeinsam mit seiner Mutter im Berliner Kabarett Die Kneifzange auf der Bühne zu sehen. 2013 und 2016 wirkte er in mehreren Hörspielen der Reihen Gruselkabinett und Sherlock Holmes von Titania Medien mit. Er lebt in Berlin, nahm viele Jahre Klavierunterricht, spricht vier Sprachen und ist in Jiu Jitsu und Iaido ausgebildet.

## Filmografie

### Schauspieler

#### Kino (Auswahl)
- 1995: Lorenz im Land der Lügner
- 1999: Zwei in einem Boot
- 2002: Epsteins Nacht
- 2003: Herr Lehmann
- 2004: Was nützt die Liebe in Gedanken
- 2009: Nur eine Nacht (Kurzfilm)

#### Fernsehen (Auswahl)
- 1994: Geheim – oder was?! (Fernsehserie)
- 1994: Tag der Abrechnung – Der Amokläufer von Euskirchen
- 1995: Doppelter Einsatz (Fernsehserie, Folge Touristen)
- 1995–2001: Für alle Fälle Stefanie (Fernsehserie, verschiedene Rollen, 3 Folgen)
- 1997: Benny allein gegen alle
- 1999: Polizeiruf 110 – Mörderkind (Fernsehreihe)
- 2000: SOKO 5113 (Fernsehserie, Folge Die Eisprinzessin)
- 2001: Natalie – Das Leben nach dem Babystrich
- 2001: Wolffs Revier (Fernsehserie, Folge Der Schutzengel)
- 2001: Polizeiruf 110 – Angst
- 2003: Schlosshotel Orth (Fernsehserie, Folge Junge Liebe)
- 2003: Nicht ohne meinen Anwalt (Fernsehserie, Folge In eigener Sache)
- 2004: Die Rosenheim-Cops (Fernsehserie, Folge Ein Toter fällt vom Himmel)
- 2004: SOKO Wismar (Fernsehserie, Folge Tödliche Nachbarn)
- 2005: Edel & Starck (Fernsehserie, Folge Die Venusfalle)
- 2005: Eine Prinzessin zum Verlieben
- 2005: Polizeiruf 110 – Vollgas
- 2005: Adelheid und ihre Mörder (Fernsehserie, Folge Leichenwagen)
- 2007: Allein unter Bauern (Fernsehserie, Folge Legal, illegal, ganz egal)
- 2007: Fast ein Volltreffer
- 2007: Der Landarzt (Fernsehserie, 3 Folgen)
- 2007: In aller Freundschaft (Fernsehserie, Staffel 10, Folge 8 als Marco)
- 2008: Fünf Sterne (Fernsehserie, 2 Folgen)
- 2008: Wir sind das Volk – Liebe kennt keine Grenzen (Fernsehzweiteiler)
- 2008: In aller Freundschaft – (Fernsehserie, Folge 413: Geben und Nehmen)
- 2008–2009: Doctor’s Diary (Fernsehserie, 7 Folgen)
- 2009: Mein Leben und ich (Fernsehserie, Folge Gipfelstürmer)
- 2011: Rote Rosen (Fernsehserie, 19 Folgen)
- 2011: Mandy will ans Meer
- 2014: Notruf Hafenkante (Fernsehserie, Folge Bataillon d’Amour)
- 2016: In aller Freundschaft – Die jungen Ärzte (Fernsehserie, Folge Mal lebt nur zweimal)

### Synchronsprecher (Auswahl)

#### Filme
- 2013: Für Joshua Lee Ayers in Battle of the Year als Mayhem
- 2014: Für Sam Claflin in The Quiet Ones als Brian McNeil
- 2015: Für Matthew Zuk in Die 5. Welle als Verletzter
- 2015: Für Edward Akrout in Sword of Vengeance – Schwert der Rache als Lord Romain
- 2016: Für Brett DelBuono in XOXO als Tariq
- 2017: Für Lewis Pullman in Lean on Pete als Dallas
- 2017: Für Lewis Pullman in Battle of the Sexes – Gegen jede Regel als Larry Riggs
- 2020: Für John Gallagher Jr. in Come Play als Marty
- 2020: Für Sanjeev Kohli in Verrückt nach Figaro als Jimi
- 2021: Für Richard Madden in Eternals als Ikaris
- 2022: Für Hiroshi Kamiya in Dragon Ball Super: Super Hero als Gamma 1

#### Serien
- 2013: Für Flex Alexander in The Client List als The Wolf
- 2013–2014: Für Gaius Charles in Grey’s Anatomy als Dr. Shane Ross
- 2014–2016: Für Adrián Lastra in Velvet als Pedro Infantes Degado
- 2014: Für Brent Chase in Navy CIS: L.A. als Billy Rex
- 2015: Für Brent Miller in Ninjago als Ash
- 2015: Für Brian Dobson in Ninjago als Soul Archer
- 2016: Für Paul Dobson in Ninjago als Flintlocke
- 2016–2019: Für Harry Shum jr. in Shadowhunters: The Mortual Instrument als Magnus Bane
- 2017: Für Makoto Furukawa in One Punch Man als Saitama
- 2017–2018: Wolkig mit Aussicht auf Fleischbällchen als Gil
- 2017–2019: Für Adrián Lastra in Velvet Collection als Pedro Infantes Delgado
- 2017–2020: Für Shamier Anderson in Wynonna Earp als Agent Dolls
- 2017–2022: Für Sam Adegoke in Denver Clan als Jeff Colby
- 2018: Für Kendrick Sampson in The Flash als Dominic/Clifford DeVoe
- 2019: Für Antonio Romero in Haus des Geldes als Benito Antoñanzas
- 2019: Für Royce Pierreson in The Witcher als Istredd
- 2019–2024: Für David Castañeda in The Umbrella Academy als Diego „Nummer Zwei“ Hargreeves
- 2020: Für Tom Austen in Helstrom als Daimon Helstrom
- 2021: Für Jacob Anderson in Doctor Who als Vinder
- seit 2021: Für Nathan Mitchell in Ginny & Georgia als Zion Miller
- 2022: Für Yūichirō Umehara in Romantic Killer als Tsukasa Kazuki
- 2024: Für Ian Hanlin in Ninjago: Aufstieg der Drachen als Cinder

#### Videospiele
- 2021: Life Is Strange: True Colors als Ryan
- 2022: Two Point Campus

## Theater (Auswahl)
- 2003–2004: Die heilige Johanna – Theater des Ostens
- 2003–2004: Der Name der Rose – Theater des Ostens (Regie: Vera Oelschlegel)
- 2005: Hero She Moi / Sonnenstich – Volksbühne Berlin
- 2006: Der tolle Tag / Figaros Hochzeit – Theater des Ostens

### Maxim Gorki Theater Berlin
- 2004: Bankenstück
- 2005: Frühling 68
- 2005: Das Schiff auf der Donau
- 2005: Die Tage der Commune

## Hörbücher
- 2014: Superman – Die spannendsten Abenteuer, Argon Verlag, Berlin, ISBN 978-3-8398-4672-8
- 2014: Superman – Abenteuer aus Metropolis, Argon Verlag, Berlin, ISBN 978-3-8398-4068-9
- 2015: Superman – Gefahr für den Mann aus Stahl, Argon Verlag, Berlin, ISBN 978-3-8398-4081-8
- 2015: Superman – Giganten des Universums, Argon Verlag, Berlin, ISBN 978-3-8398-4097-9
- 2016: Superman – Aufruhr in Metropolis, Argon Verlag, Berlin, ISBN 978-3-8398-4112-9
- 2016: Superman – Die große Hörbuchbox, Argon Verlag, Berlin, ISBN 978-3-8398-4124-2

## Hörspiele
- 1998: Hans Zimmer: Blini oder das Geheimnis im Schrank – Regie: Klaus-Michael Klingsporn (Kinderhörspiel – DLR Berlin)
- 2013: Howard Phillips Lovecraft: Gruselkabinett, Folge 78: Das Ding auf der Schwelle – Regie: Marc Gruppe und Stephan Bosenius (Titania Medien). Rolle: Polizist[2]
- 2013: Matthew Gregory Lewis: Gruselkabinett, Folge 80/81: Der Mönch – Regie: Marc Gruppe und Stephan Bosenius (Titania Medien). Rolle: Lorenzo de Medina[3]
- 2013: Henry S. Whitehead: Gruselkabinett, Folge 82: Der Zombie – Regie: Marc Gruppe und Stephan Bosenius (Titania Medien). Rolle: Brutus Hellmann[4]
- 2016: Howard Phillips Lovecraft: Gruselkabinett, Folge 114/115: Der Ruf des Cthulhu – Regie: Marc Gruppe und Stephan Bosenius (Titania Medien). Rolle: Matrose / Hawkins[5]
- 2016: Arthur Conan Doyle: Sherlock Holmes, Folge 28: Eine Studie in Scharlachrot – Regie: Marc Gruppe und Stephan Bosenius (Titania Medien). Rolle: Constable Rance[6]
- 2019: Bibi und Tina: Junger Reporter (Folge 94: Graf für einen Tag)

## Auszeichnungen
2004 wurde Fabian Oscar Wien für Der Name der Rose mit dem Balinger Theaterpreis sowie dem Inthegapreis ausgezeichnet.